# Ilexá
Ilexá (em iorubá:  Iléṣà) é uma cidade localizada no sudoeste da Nigéria, tem cerca de 594 mil habitantes. Foi ocupada pelos britânicos entre 1893 e 1960. é também o nome de um estado histórico (também conhecido como Ijexá) centrado em torno da cidade. O Estado era governado por um monarca com o título de Owa Obokun Adimula de Ijexalândia. O estado de Ilexá consistiu na própria Ilexá e uma série de pequenas cidades vizinhas.